# NGC 3242

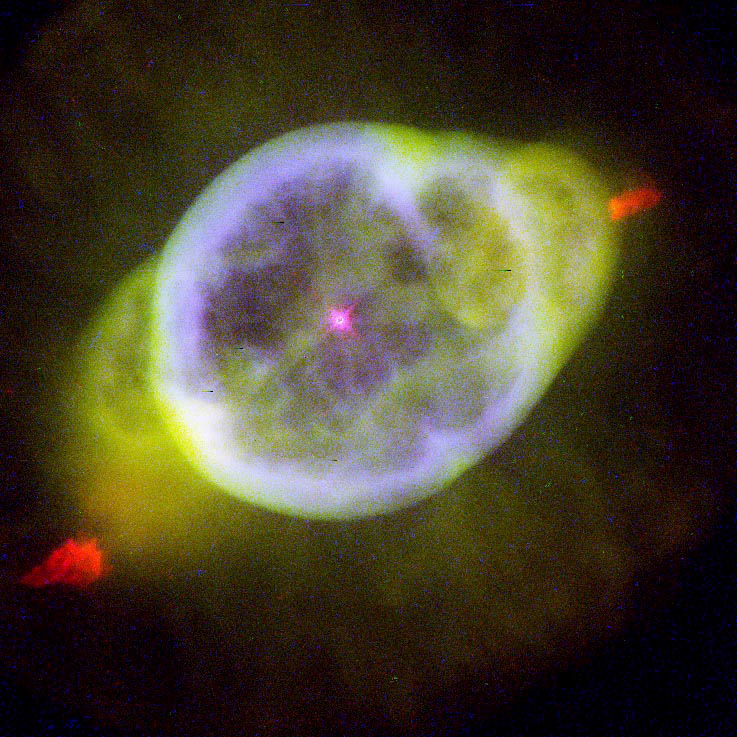
NGC 3242

NGC 3242 (denumită și Caldwell 59 sau Fantoma lui Jupiter) este o nebuloasă planetară situată în constelația Hidra. A fost descoperită de William Herschel pe 7 februarie 1785.